# Костариканське песо
Костариканський песо — валюта Коста-Рики в 1850-1896. Спочатку поділено на 8 реалів і було в обігу разом з раннішою валютою - реалом - до 1864, коли в Коста-Риці введено десяткову систему, і песо поділено на 100 сентаво. Замінено на колон за номіналом у 1896.

## Монети
У 1850 випущені срібні монети номіналом 1⁄16, ⅛ та ¼ песо.
У 1864 введені срібні монети номіналом 25 сентаво та 1 песо. Наступного року за ними пішли мідно-нікелеві монети номіналом ¼ і 1 сентаво, срібні 5, 10 і 50 сентаво, а до 1870 введені золоті 2, 5 і 10 песо.
У 1889 колумбійські монети номіналом 50 сентаво були відштамповані та випущені як монети номіналом 50 сентаво у Коста-Риці.

## Банкноти
Приватні банки випускали банкноти в 1858-1896. Першим банкноти випустив Національний банк Коста-Рики: 2 песо, потім 10, 20, 25, 50 та 100 песо. Банк Коста-Рики випустив банкноти песо в 1895-1899 номіналом 1, 2, 5, 10, 20 і 100 песо. Банк де ла Уніон випустив банкноти в 1877-1889 номіналом 1, 2, 5, 10, 25, 50 і 100 песо. Ferro Carril de Costa Rica (Костариканські залізниці) випустила банкноти в 1872 номіналом 10, 25 і 50 сентаво, 1, 2 і 5 песо.
У 1865 уряд запровадив паперові гроші номіналом 1, 5, 10, 25 та 50 песо. У 1871 додано банкноти номіналом 2 песо.